# Наомі Фонтен
Наомі Фонтен фр. Naomi Fontaine — канадська письменниця з Квебеку, яку відзначають як одну з найвидатніших письменниць корінних народів у сучасній франкомовній канадській літературі. Представниця народу інну.

## Біографія
Представниця народу інну з Уашата, Квебек, вона вивчала освіту в Університеті Лаваля.
Її дебютний роман 2011 року «Куессіпан» отримав почесну відзнаку від Prix des cinq continents de la francophonie 2012 року. «Куессіпан» — це медитативний роман про життя в дикій місцевості північно-східного Квебеку. Фонтен написала цей роман французькою мовою у двадцять три роки. Вона зображує громаду інну, кочових мисливців та рибалок, а також працьовитих матерів та їхніх дітей, які з тихою гідністю переносять сувору, часом жорстоку реальність. Книжку пронизує відчутна присутність місця й часу, що розгортаються як низка окремих митей. Старійшини, які спостерігають, як їхні рідні дорослішають на очах; подружжя, що переживає домашні кризи; молодь, зламана алкоголем; барабани зі шкіри карібу, що зривають мешканців на ноги; і життя, прожите на березі затоки, яка віддзеркалює красу землі й універсальну істину: життя — це скороминущий пазл, який треба скласти, перш ніж зможеш його повноцінно прожити.
Її другий роман, «Маніканетіш», вийшов 2017 року і був номінований на Премію Генерал-губернатора за французьку художню літературу на церемонії вручення Премій Генерал-губернатора 2018 року. Також 2017 року її короткий твір «Tshinanu» було відібрано для публікації в канадському випуску журналу Granta.
Роман «Маніканетіш» був обраний для шоу Le Combat des livres 2019 року, де його захищав хірург Стенлі Воллант.
За романом «Куессіпан» Міріам Верро зняла однойменний художній фільм 2019 року. Верро та Фонтен висунули на премію Prix Iris за найкращий сценарій на 22-й церемонії вручення премії Quebec Cinema Awards за цю стрічку.

## Твори
- Куессіпан. Mémoire d'encrier, 2011
  - (англ.) переклад Девіда Гомеля: Куессіпан. Arsenal Pulp Press 2013
- Маніканетіш. Mémoire d'encrier, 2013
- (англ.) переклад Девіда Гомеля: Tshinanu. Granta #141, спецвипуск: Канада, вересень 2017 р., с. 279–285 (з французької)
  - (нім.), (фр.) перекл. Соня Фінк: Tshinanu. У ред. Дженніфер Даммер: Pareil, mais différent — Genauso, nur anders. Frankokanadische Erzählungen. Двомовна. dtv, Мюнхен 2020, стор. 92–109
- Avec Olivier Dezutter, Jean-François Létourneau éd. : Tracer un chemin: Meshkanatsheu. Ганненорак, 2017
- Shuni. Mémoire d'encrier, 2019 (переможець «Prix littéraire des collégiens», 2020)

## Переклади українською
2024 року у «Видавництві Анетти Антоненко» вийшов український переклад романів письменниці під назвою «Куессіпан Тобі Маніканетіш. Маленька Маргарита». Перекладач — Ростислав Нємцев.